# Hnědá sypavka borovice
Hnědá sypavka borovice nebo také Hnědá pruhovitost jehlic borovice je choroba borovic způsobovaná houbou Lecanosticta acicola (také Scirrhia acicola nebo Mycosphaerella dearnessii). Červená sypavka borovice způsobuje rozsáhlé defoliace olistění a může způsobit vážné oslabení mladých rostlin. Hnědá sypavka borovice je karanténním škodlivým organismem, vztahuje se na ni ohlašovací povinnost. Šíření choroby je oproti jiným, podobným nákazám, výrazně pomalejší, protože teplotního optima 30 °C ve dne a 21 °C v noci dosaženo málokdy. Choroba je registrovaný karanténní patogen.

## Synonyma

### Vědecké názvy
Pro patogena  Lecanosticta acicola  je používáno mnoho různých synonym například Cryptosporium acicola nebo například Eruptio acicola.

## Hostitel
Významný je nález patogena ve vyšších polohách lesa (do 1600 m), kde má borovice kleč velký význam z hlediska udržení půdní stability.
Hnědá sypavka borovice napadá rod borovice, ale umělá infekce prokázala i napadení smrku Picea glauca.
- borovice černá Pinus nigra
- borovice kleč Pinus mugo
- borovice halepská Pinus halepensis
- borovice lesní Pinus sylvestris
- borovice montereyská Pinus radiata
- borovice blatka Pinus unciata

## Historie

### První výskyt v Česku
První výskyt v ČR byl potvrzen v červnu 2007 v NPR Červené Blato v Jižních Čechách. Druhým potvrzeným nálezem, v srpnu 2008, byla lokalita PR Borkovická blata u Veselí nad Lužnicí. Hostitelem v těchto případech byla borovice blatka (P. unciata). Těžkou defoliací trpěly uvedené borovice uvnitř dvou uvedených přírodních rezervací. Nikde v okolních obhospodařovaných lesích u borovic (Pinus rotundata, Pinus sylvestris) v okolí nebyl patogen nalezen.

### Vývoj choroby v Evropě
V Evropě jsou zaznamenány nálezy i z jiných druhů borovic. Choroba byla zaznamenána v několika evropských zemích, včetně Rakouska, Bulharska, Francie, Německa, Španělska, Itálie, Švýcarska a bývalé Jugoslávie. Existuje mnohem více záznamů hnědé sypavky borovice, ale je poměrně obtížné odlišit hnědou sypavku borovice od některých jiných sypavek.

## Výskyt
Severní Amerika, Jižní Amerika, Evropa.

## Symptomy
Příznaky hnědé sypavka borovice jsou obdobné jako u jiného sypavkového onemocnění jehličí, které bývá způsobeno různými druhy hub. Proto je bezpečné určení patogena možné pouze na základě laboratorního vyšetření.
Symptomy:
(Podle mendelu.cz a Atlas chorob a škůdců okrasných dřevin
- opadání starších jehlic
- zelené zůstávají pouze poslední letos vyrašené ročníky jehlic
- na zelených jehlicích hnědé, žlutě lemované skvrny
- skvrny se mění na hnědé, žlutě lemované pruhy
- zelené jehlice odumírají od špičky
- na odumřelých pletivech se tvoří plodnice
- z plodnice se uvolňují zelenavé spory
- kolem proužků není načervenalé zbarvení

Příznaky začínají s výskytem žluté , pryskyřicí prosycené skvrny asi 3 mm v průměru, které se později zbarvují tmavohnědě. Jsou ohraničeny žlutooranžovým lemem. Skvrny splývají, jehlice hnědnou, usychají a předčasně opadávají v pozdním podzimu. Acervuli vznikají na jehlicích inkubovaných dva až tři dny ve vlhku. Konidie jsou subhyalinní, silnostěnné, žlutohnědé až olivově hnědé, zakřivené, vřetenovité až válcovité, s kulatým vrcholem a na druhém konci utnuté, velké 3–5 × 21–44 um. Na povrchu konidií jsou malé bradavice nebo trny.

### Možnost záměny
V pozdním létě a na podzim, mohou být příznaky zaměněny s fyziologickým opadem jehlic, přirozeným procesem, který může být srovnatelný opadem listí na podzim.

## Význam
Způsobuje prosvětlení koruny rostlin, slabé odumírání výhonů nebo i úplné opadání olistění. U mladých rostlin může vést k úhynu.

## Ochrana rostlin

### Prevence
Vyžínání podrostu, při silném napadení odstranění spodních napadených větví a další zásahy, které umožní proudění vzduchu na lokalitě. Doporučuje se odstranit plevele kolem stromů a likvidovat napadené nebo hostitelské dřeviny v okolí školek.

#### Karanténa
Podle pravidel karantény jakékoliv podezření z výskytu těchto škodlivých organismů nebo jejich potvrzený výskyt je každý povinen ohlásit SRS buď přímo, nebo prostřednictvím obecních úřadů. K opatřením ve školkách patří mimo jiné zničení napadených rostlin při potvrzení výskytu. Dále je v současné době nařizováno, že všechny ostatní rostliny borovice nesmí být uváděny do oběhu až do doby, kdy v této školce nebudou zjištěny žádné příznaky výskytu sypavky v průběhu celé vegetace.
Vzorky odesílané k určení mají obsahovat větvičky nejméně 10cm dlouhé.

### Ochrana při výskytu
Doporučenou ochranou proti původci choroby ve volných výsadbách je nejčastěji ošetřování fungicidy. Pro lesnictví je povoleno ve školkách a výsadbách chemické ošetření 0,4–0,5 % Kuprikolem v termínu od první poloviny července opakovat za 10 až 14 dní.